# استانکو تودوروف
استانکو تودوروف (انگلیسی: Stanko Todorov؛ ۱۰ دسامبر ۱۹۲۰ – ۱۷ دسامبر ۱۹۹۶) یک سیاست‌مدار اهل بلغارستان بود.